# Besdolus bicolor
Besdolus bicolor is een steenvlieg uit de familie Perlodidae. De wetenschappelijke naam van de soort is voor het eerst geldig gepubliceerd in 1909 door Navás.